# Урочище Гора Козинська (ботанічний заказник)
Урочище Гора Козинська — ботанічний заказник місцевого значення на теренах Лісниківської сільської ради Києво-Святошинського району Київська область. Створена відповідно до рішення Київської обласної ради від 27 жовтня 2005 року за № 310-26-IV. Рішення про розширення заказника "Урочище «Гора Козинська» і про створення ряду нових 26 грудня 2007 прийняла Лісниківська сільська рада, але у серпні 2008 їх відмінили.

## Загальні відомості
Землекористувачем теренів заказника є Лісниківська сільська рада. Частина території заказника була незаконно надана для забудови.
Площа 2,08 гектарів. Заказник розташовано в межах Дніпровського екологічного коридору.
Інститутом зоології імені І. І. Шмальгаузена НАН України  2007 розробили «Пропозиції щодо меж, структури і конфігурації екологічної мережі Лісниківської сільської ради, її збереження, відтворення та перспективного розвитку». Це перша в Україні детальна модель екологічної мережі селища, виконана для Лісниківської сільської ради. Терени село Лісники відзначаються значним видовим різноманіттям і по них пролягає основний міграційний шлях тварин у напрямках північ-південь по Дніпровському екологічному коридору. На західних теренах Лісниківської сільради заплановано створити одне з ядер нової природоохоронної структури, що має складатись з розміщеного тут ботанічного заказника місцевого значення «Урочище Безодня» та запланованого до створення прилеглого дендрологічного парку. На сході села друге ядро природоохоронної структури повинно складатись з ландшафтного заказника місцевого значення «Урочище Кірикове» площею 13,0 гектар та ботанічного заказника місцевого значення «Урочище Гора Козинська» площею 2,1 гектари. Обидва ядра природоохоронного комплексу має з'єднувати буферна зона, якою стане охоронна зона газогону. Планувалось, що цей природоохоронний комплекс площею 721,6 гектарів стане прецедентом ефективного запровадження природозберігаючого режиму, що відповідає модерним світовим тенденціям.

## Опис
Урочище розташоване на доволі стрімкому південному схилі Козинської гори на околиці села Лісники. Найцікавішою з наукової і природоохоронної сторони має природна ділянка ковилового степу, що збереглась в урочищі. У найстрімкішій і найсухішій верхній частині урочища зустрічаються угрупування ковили волосистої (Stipa capillata), чий щільний дерновий покрив виконує протиєрозійну функцію. Їхнє значення полягає в тому, що ковила волосиста занесена до Червоної книги України, а її угрупування потребує захисту згідно Зеленої книги України. У середній частині урочища присутня значна домішка інших видів трав'янистих рослин. У нижній частині урочища серед трав'яного покриву переважає типовий для покриву степів та лісостепів пирій повзучий (Elymus repens (L.) Gould). Доволі стрімкі схили урочища становлять своєрідний природний захист від небажаного випасу свійської худоби і сінокосів, що негативно впливає на популяцію ковили. Не меншу загрозу для популяцій степової рослинності складає деревно-чагарникова рослинність, що поступово розповсюджується з схилів гори на урочище.
Серед фауни урочища виступають рідкісні види жука вусача-хрестоносця (Dorcadion equestre (Laxmann, 1770), ЧКУ) і дибки степової (Saga pedo) з ряду прямокрилих, що занесені до Червоної книги України.

## Галерея

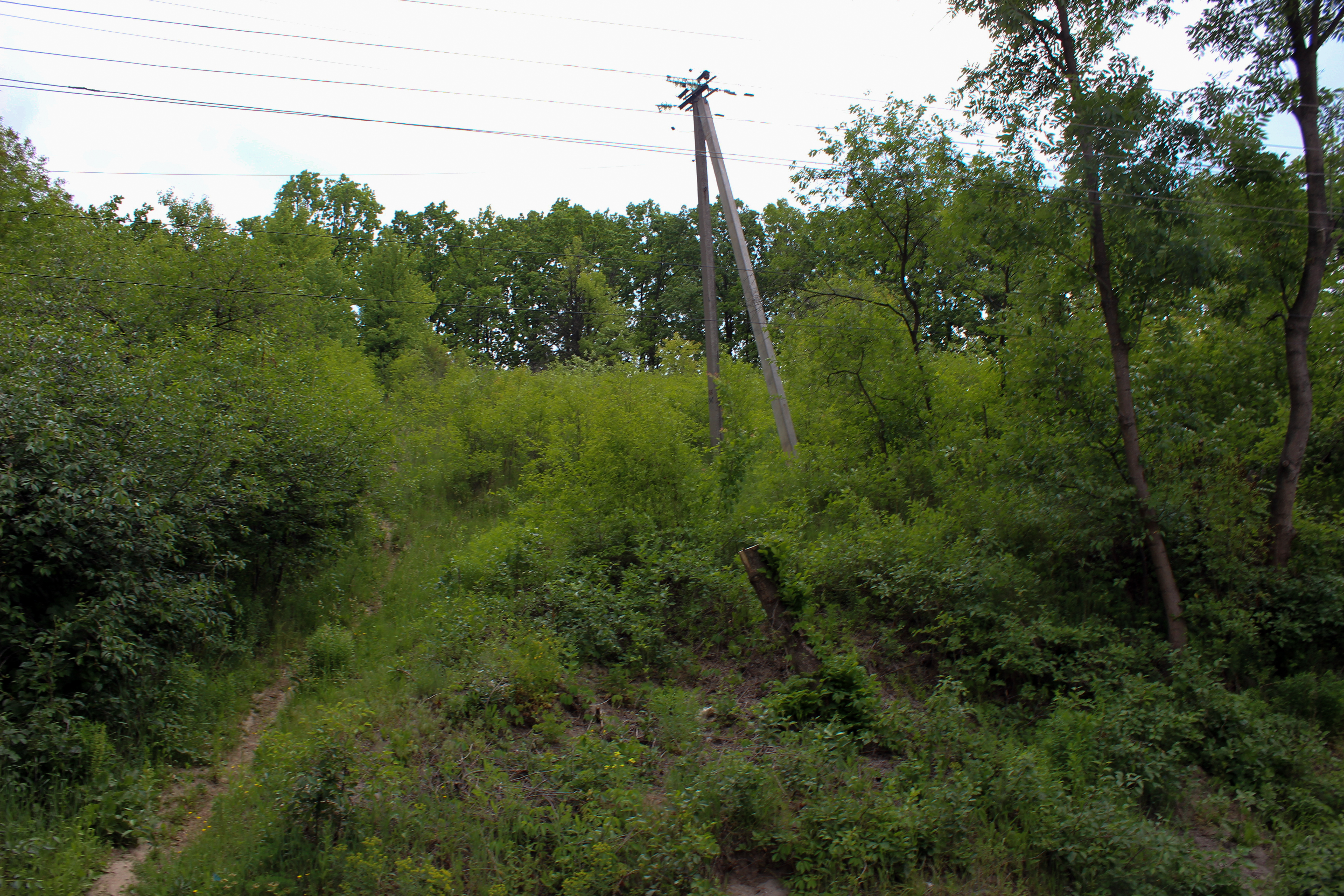
Стежка на гору
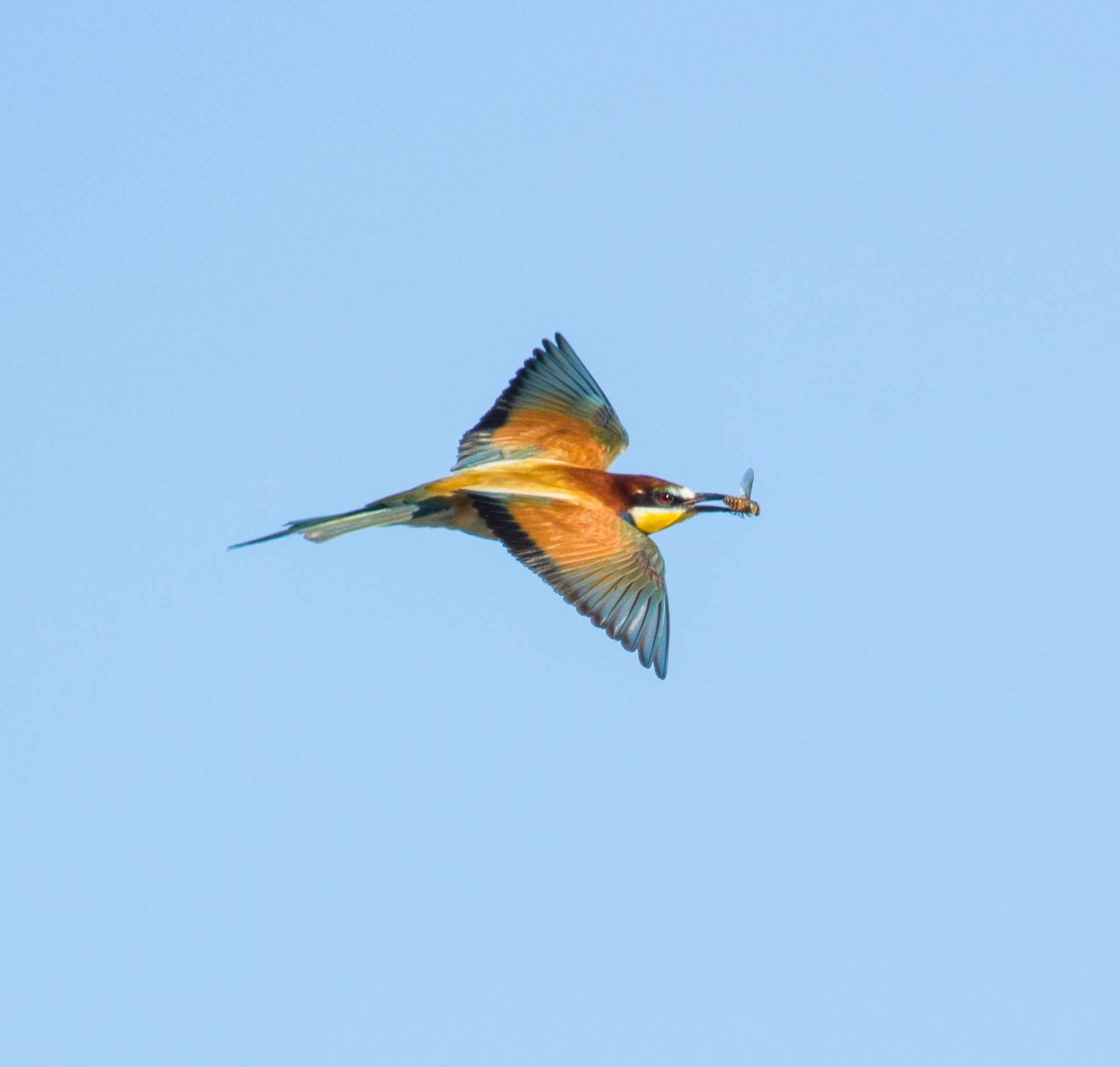
Бджолоїдка
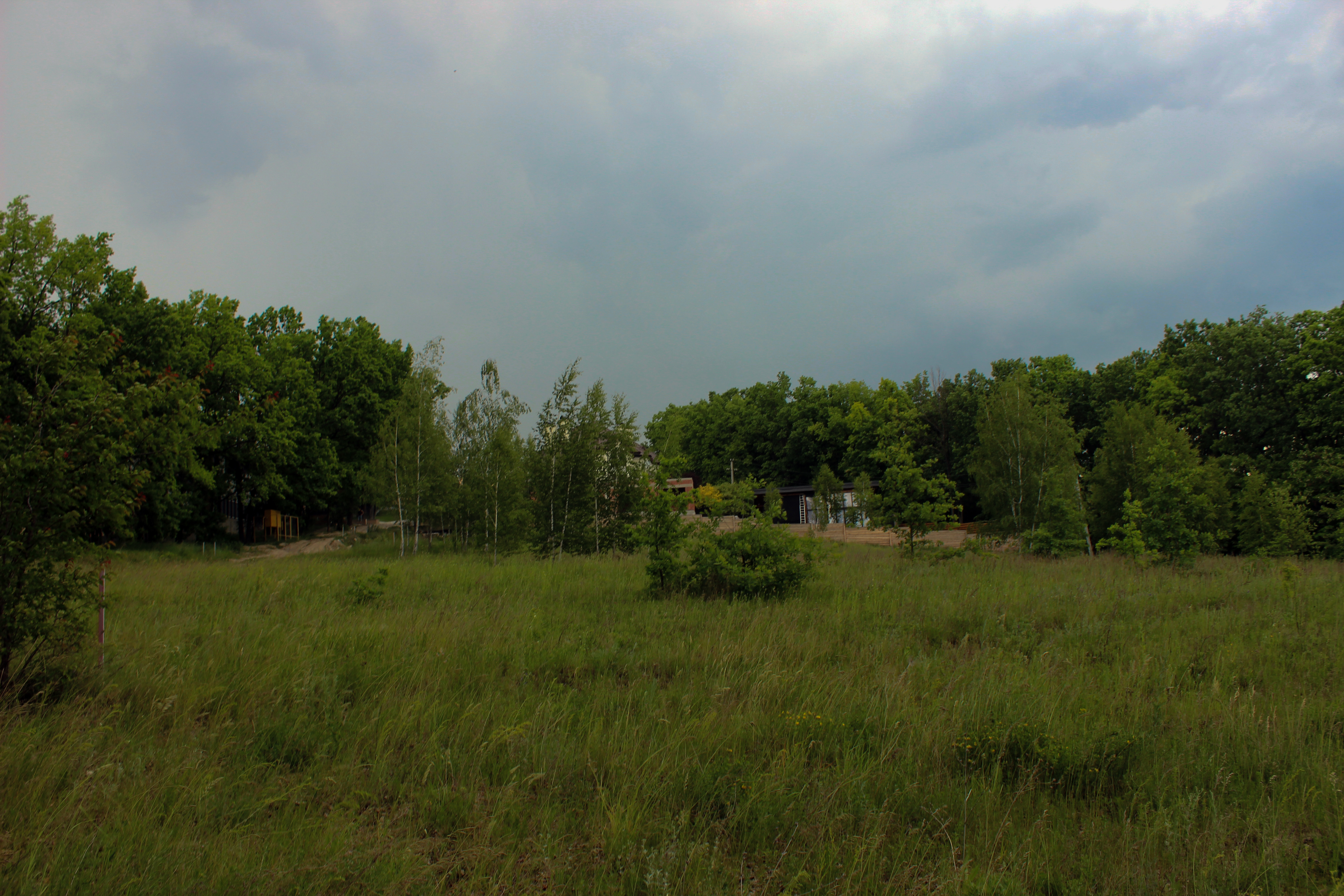
Забудова гори